# Neocollyris auripennis
Neocollyris auripennis es una especie de escarabajo del género Neocollyris. Fue descrita científicamente por W.Horn en 1902.
Se distribuye por Vietnam. Mide aproximadamente 15,5 milímetros de longitud. Se ha registrado a elevaciones de 900-1300 metros.